# Kasei Vallis
Kasei - "Marte" em japonês, é um vale fluvial gigantesco no quadrângulo de Lunae Palus, em Marte, localizado a 24.6° latitude norte e 65.0° longitude oeste. É uma das formações mais proeminentes da região de Lunae Palus. Kasei Vallis é um dos maiores canais afluentes em Marte. Tal como outros canais afluentes de Marte, este fora esculpido por água líquida, provavelmente durante grandes inundações. Kasei possui aproximadamente 2400 km de extensão, e algumas seções de Kasei Vallis chegam a medir até 300 km de largura. Kasei Vallis começa em Echus Chasma, próximo a Valles Marineris, e desemboca em Chryse Planitia, não muito distante de onde a Viking 1 aterrissou. Sacra Mensa, uma grande mesa, divide Kasei em um canal norte e um canal sul. Cientistas sugerem que o vale foi formado por várias inundações e possivelmente alguma atividade glacial.